# Joan Rivers
Joan Alexandra Molinsky (n. 8 iunie 1933, New York City, New York, SUA – d. 4 septembrie 2014, New York City, New York, SUA), cunoscută profesional ca Joan Rivers, a fost o comediană, actriță, scriitoare, producătoare și gazdă de televiziune americană. S-a remarcat de multe ori prin personajul său comic controversat—puternic auto-peiorativ și caustic, mai ales față de celebrități și politicieni.
Rivers a devenit celebră în 1965 ca oaspete la The Tonight Show. Găzduit de mentorul ei, Johnny Carson, spectacolul a ajutat-o pe Rivers să își definească stilul comic. În 1986, cu propria ei emisiune rivală, The Late Show with Joan Rivers, Rivers a devenit prima femeie care a găzduit un talk show de televiziune de noapte. Ulterior, ea a găzduit The Joan Rivers Show (1989-1993), câștigând un premiu Emmy pentru Gazdă de Talk-Show. De la mijlocul anilor 1990, a devenit cunoscută pentru interviurile luate pe covorul roșu, iar în 2009 a fost câștigătoarea Celebrity Apprentice. Rivers a co-găzduit emisiunea de modă Fashion Police de pe E! din 2010 până în 2014 și a jucat în serialul Joan & Melissa: Joan Knows Best? (2011-2014) alături de fiica sa, Melissa Rivers. Ea a fost subiectul documentarului Joan Rivers: A Piece of Work (2010).
În 1968, criticul de televiziune Jack Gould de la New York Times a numit-o pe Rivers „probabil cea mai intuitiv amuzantă femeie în viață”. În 2017, revista Rolling Stone a clasat-o pe locul al șaselea pe lista celor mai buni 50 de comici din toate timpurile, iar în octombrie al aceluiași an a fost inclusă în Television Academy Hall of Fame.

## Tinerețe
Joan Alexandra Molinsky s-a născut pe 8 iunie 1933, în Brooklyn, New York, într-o familie de imigranți a ruși-evrei, Beatrice (născută Grushman) și Meyer C. Molinsky. Ea a avut o soră mai mare numită Barbara Waxler. Rivers și-a petrecut primii ani din viață în Prospect Heights și Crown Heights în Brooklyn, a învățat la Brooklyn Ethical Culture School și Adelphi Academy of Brooklyn. După doar doi ani, ea a participat la cavalcada școlii, iar în 1949, la vârsta de 16 ani, a devenit vice-președinte al Clubului de Dramă. A absolvit de la Adelphi Academia de Brooklyn în 1951, la 18 ani. În adolescență, Rivers s-a mutat cu familia ei la Larchmont, la nord de New York City. Rivers a declarat în interviuri că a fost supraponderală în întreaga sa copilărie și adolescență și că acest fapt a avut un impact profund asupra imaginii corpului, problemă care a afectat-o întreaga viață.
Ea a studiat la Connecticut College între 1950 și 1952 și a absolvit de la Colegiul Barnard în 1955, cu un B.A. „summa cum laude” în literatură engleză și antropologie. A fost membră a Phi Beta Kappa. Înainte de a intra show business, Rivers a avut diverse locuri de muncă, precum ghid la Rockefeller Center, scriitor/corector la o agenție de publicitate și consultant de modă la Bond Clothing Stores. În această perioadă, agentul Tony Rivers a sfătuit-o să-și schimbe numele, așa că a ales Joan Rivers drept nume de scenă.

## Carieră

### Anii 1950–1960

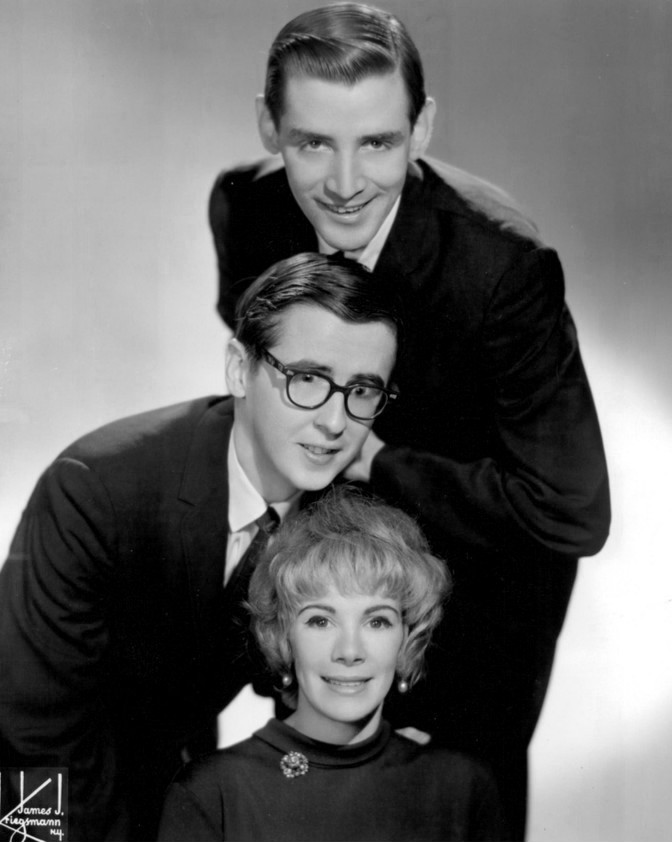
Rivers cu Jim Connell și Jake Holmes în „Jim, Jake & Joan”, la începutul anilor 1960

Spre sfârșitul anilor 1950, Rivers apărut într-o scurtă piesă, Driftwood, alături de Barbra Streisand. Piesa a fost jucată timp de șase săptămâni în apartamentul dramaturgului Maurice Tei Dunn de pe Strada 49, în New York, potrivit unui interviu cu Adweek. Rivers a interpretat în numeroase cluburi de comedie din zona Greenwich Village a orașului New York la începutul anilor 1960, printre care The Bitter End, The Gaslight Cafe și The Duplex. Rivers s-a împrietenit cu actorii colegi din Greenwich Village Woody Allen și George Carlin și de multe ori au mâncat împreună. Ea descrie, de asemenea, cum a lucrat în Village alături de muzicieni remarcanți, precum Bob Dylan, Barbra Streisand, Carly Simon și Simon & Garfunkel. Între 1963 și 1964, Rivers, alături de Jim Connell și Jake Holmes, a fost în trupa de cabaret „Jim, Jake & Joan”. O interpretare în 1964 la The Bitter End a dus la apariția lor în filmul Once Upon A Coffee House, care a fost prima apariție pe marele ecran a lui Rivers. Grupul s-a despărțit la scurt timp după aceea, moment pe care Holmes și-l amintește mai târziu: „trebuia să facem această campanie pentru Bobby Kennedy, care candida ca senator de New York în 1964. Urma să jucăm la miting. Joan a apărut cu o insignă cu [senatorul republican candidat Kenneth] Keating. Și Jim i-a spus să o dea jos. Ea a spus că nu — nu renunța pe politica sa. Și Jim a spus, „Cine are nevoie de tine, oricum?” Acesta a fost sfârșitul [a Jim, Jake & Joan] ...”.
De asemenea, Rivers a fost invitată la emisiunea The Tonight Show în New York, găzduită la acel moment de Jack Paar. În 1965, a avut și un rol în emisiunea Candid Camera drept scriitor și participant. Ea era „momeala” care atrăgea oamenii în situații ridicole. După șapte audiții timp de trei ani, a apărut iar în The Tonight Show cu noua gazdă Johnny Carson, pe 17 februarie 1965. Rivers a declarat că participarea în acel episod a fost ceea ce a făcut-o faimoasă, Carson spunându-i live că „vei fi o stea”. După această apariție, a devenit invitat frecvent în emisiune și prietenă apropiată a lui Carson.
Devening din ce în ce mai celebră, a început să fie invitată în numeroase spectacole populare, inclusiv The Ed Sullivan Show, Mike Douglas Show, Dick Cavett Show și Girl Talk cu Virginia Graham. De asemenea, a scris material pentru șoricelul-păpușă Topo Gigio. A avut un scurt rol în film dramă The Swimmer (1968), cu Burt Lancaster, și, în același timp, a găzduit un talk-show de scurtă durată, That Show with Joan Rivers, care a avut premiera pe 16 septembrie 1968. Fiecare episod avea o temă și Rivers ținea un monolog de deschidere, bazat pe subiectul zilei, urmat de interviuri cu celebrități. Spectacolul includea, de asemenea, un expert pe tema emisiunii și o celebritate. Johnny Carson a fost primul ei oaspete. În mijlocul anilor 1960, ea a lansat cel puțin două albume de comedie: The Next to Last Joan Rivers Album și Rivers Presents Mr. Phyllis & Other Funny Stories.

### Anii 1970
În anii 1970, Rivers a continuat să apară la televizor. Printre altele, a apărut în The Carol Burnett Show și Hollywood Squares și a jucat ca oaspete în Here's Lucy. Rivers și-a făcut debutul pe Broadway în piesa Fun City, care a deschis pe 2 ianuarie 1972 și în care a jucat cu Gabriel Dell, Rose Marie și Paul Ford. Piesa a fost jucată doar nouă spectacole pe fondul criticilor negative. Deși un critic New York Times a descris piesa ca „frenetică la punctul de a fi epuizată”, a lăudat-o pe Rivers ca „o scriitoare abilă de comedie” și „o doamnă foarte amuzantă”. Din 1972 până în 1976, ea a narat The Adventures of Letterman, un segment animat pentru The Electric Company.

### Anii 1980
La începutul și la mijlocul anilor 1980, Rivers a continuat să aibă succes ca stand-up și în televiziune, deși a doua jumătate a deceniului s-a dovedit a fi controversat pentru ea. Anul 1983 a fost foarte de succes: a cântat la Carnegie Hall în februarie, în martie a susținut un stand-up special An Audience with Joan Rivers, a găzduit episodul de Saturday Night Live din 9 aprilie și a lansat cel mai bine vândut album de comedie What Becomes a Semi-Legend Most?, care a ajuns pe locul 22 în US Billboard 200 și a fost nominalizat pentru un Premiu Grammy pentru cel mai bun album de comedie. În august 1983, Carson o avea pe Rivers drept primul său invitat permanent la The Tonight Show. La momentul respectiv, ea a declarat că se simțea ca „fiica lui Johnny Carson”, o referire la faptul că Johnny Carson îi fusese mentor pentru mult timp.

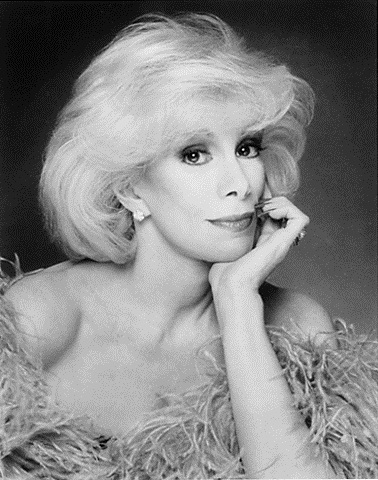
Rivers în 1987

Emisiunea The Late Show Starring Joan Rivers a avut premiera pe 9 octombrie 1986 și s-a dovedit a fi presărată cu tragedii. Când Rivers i-a înfruntat pe directorii Fox, care voiau să îl concedieze pe soțul ei Edgar Rosenberg din calitatea de producător, rețeaua i-a concediat pe amândoi pe 15 mai 1987. Trei luni mai târziu, pe 14 august 1987, Rosenberg s-a sinucis în Philadelphia. Rivers a dat vina pe umilința cauzată de Fox. Rivers a declarat că Nancy Reagan a fost cea care a ajutat-o să treacă peste suicidul spțului său. Fox a încercat să continue să difuzeze emisiunea cu un nou nume (The Late Show) și permutând gazdele.

### Anii 1990
Pe lângă câștigarea premiului Emmy pentru emisiunea Joan Rivers Show, Rivers a jucat comedia pentru televizor How to Murder a Millionaire, care a avut premiera în mai 1990 pe CBS. În film, în care joacă și Alex Rocco și Telma Hopkins, Rivers a interpretat rolul unei matroane din Beverly Hills obsedată de ideea că soțul ei încearcă să o omoare. Tot în 1990, a început să creeze bijuterii, îmbrăcăminte și produse de frumusețe pentru canalul de teleshopping QVC. Despre acest demers, Rivers a spus: „În acele zile, numai celebrități moarte mergeau la QVC. Cariera mea se terminase. Aveam de plătit facturi. ... De asemenea, la început m-a intrigat”. Vânzările produselor lui Rivers au depășit un miliard de dolari până în 2014, fiind una dintre vânzătorii de top ai rețelei. În 1991, a scris următoarea carte, Still Talking, care descrie anularea showlui de noapte și sinuciderea soțului ei. Până în 1993, a primit cinci nominalizări la premiile Emmy pentru emisiunea The Joan Rivers Show — două pentru Scenariu  și trei pentru Gazdă.

### Anii 2000

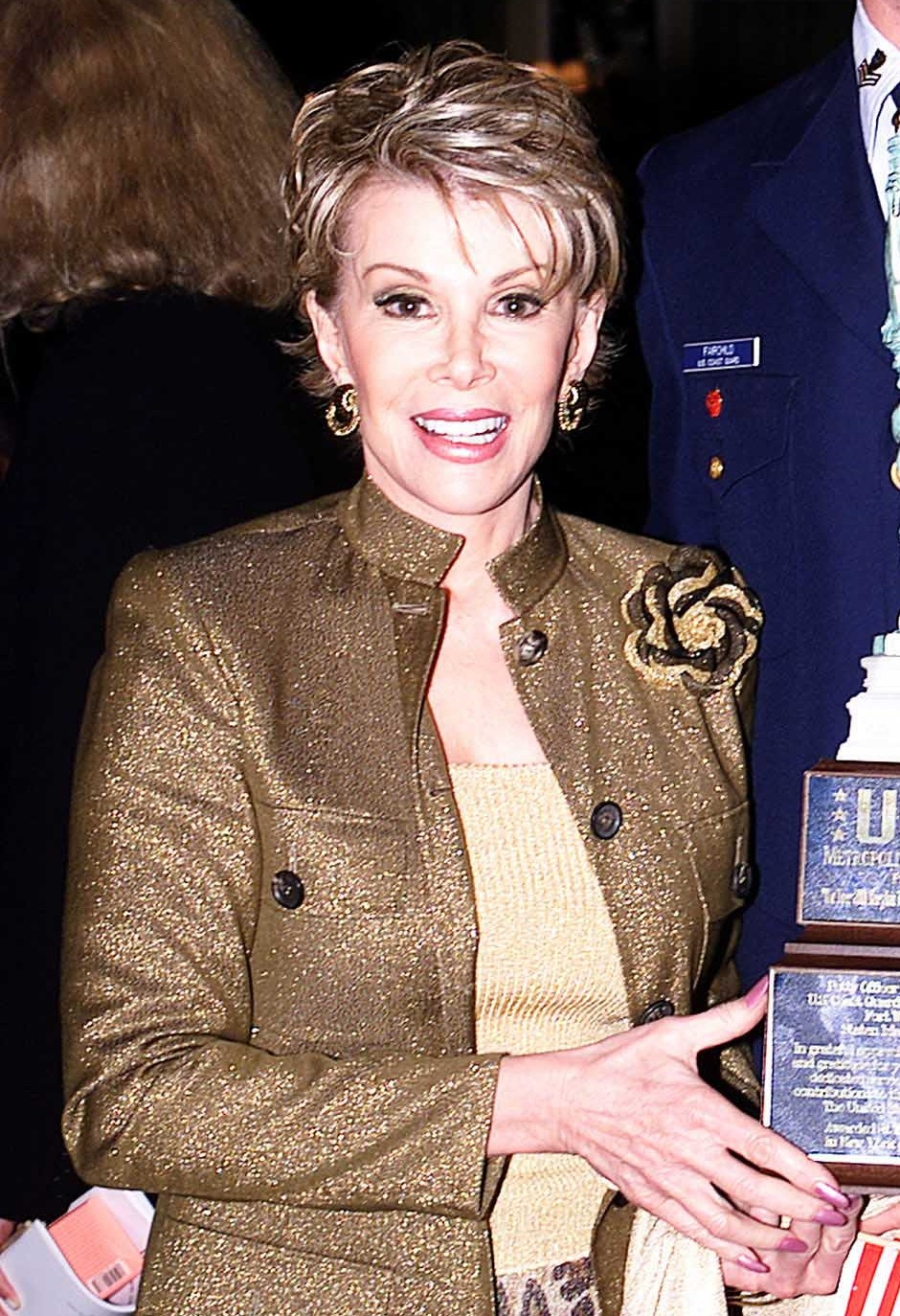
Rivers pozează pentru o fotografie la hotelul The Pierre din New York, pe 24 mai 2001.

Rivers a fost invitată la deschiderea American Operating Room Nurses' San Francisco Conference în 2000, iar în prima parte a deceniului a continuat să găzduiască evenimentele de pe covorul roșu pentru canalul E!. Între 2002 și 2004, a fost în turneu cu spectacol de comedie Joan Rivers: Broke and Alone, care a fost prezentat în Regatul Unit (Edinburgh și Londra) și în Statele Unite ale Americii (Los Angeles, și Boston), cu recenzii în general pozitive. The Telegraph a spus că „atacurile ilare asupra colegilor celebrități și tiradele despre pericolele îmbătrânirii și chirurgiei plastice merită prețul”, în timp ce The Guardian a remarcat că „Rivers s-a întors triumfătoare, victorioasă la categoria grea, după o luptă mare, conștientă de faptul că încă este campioană”.
În 2003, Rivers a părăsit emisiunile de pe covorul roșu al rețelei pentru un contract pe trei ani (în valoare de 6–8 milioane de dolari) pentru evenimentele de covor roșu ale TV Guide Channel. Între timp, Rivers a jucat ca ea însăși în mai multe seriale de televiziune, precum Curb Your Enthusiasm, Nip/Tuck și Boston Legal  , și și-a împrumutat vocea pentru o scurtă scenă din filmul animat Shrek 2. În 2004, Rivers a făcut parte din partidul primitor formal când Ronald Reagan era depus la Capitoliul Statelor Unite . Pe 3 decembrie 2007, Rivers a participat la cel de-al 79-lea Royal Variety Show de la Liverpool Empire Theatre, Anglia, cu regina Elisabeta a II-a și prințul Philip prezenți. Ea a scris și a interpretat în piesa Joan Rivers: A Work in Progress by a Life in Progress, regizată de Sean Foley și jucată până în 2008 la Geffen Playhouse din Los Angeles, Edinburgh Festival Fringe și Leicester Square Theatre, primind critici mixte . 
În 2008, Rivers a fost invitată să participe la un eveniment de comedie cu ocazia  aniversării a 60 de ani a Prințului Charles, intitulat We Are Most Amused. Alături de Robin Williams, au fost singurii doi cetățeni americani invitați să ia parte la eveniment. Alți comedianți au fost John Cleese, care a fost maestru de ceremonii, Eric Idle, Rowan Atkinson și Bill Bailey. La eveniment au participat Prințul Charles, Camilla, Ducesă de Cornwall și Prințul Harry. 

### Anii 2010
Un film documentar despre Rivers, Joan Rivers: A Piece of Work, a avut premiera la San Francisco International Film Festival pe 6 mai 2010. Pelicula o urmărește pe Rivers timp de 14 luni, în jurul vârstei de 76 de ani, cu scopul de a „decoji masca” și expune "luptele, sacrificiile și bucuria de a trăi viața ca un interpret pionier de sex feminin”. Documentarul a avut succes comercial în ciuda lansării limitate și a fost aclamat de critici pentru că oferă „o imagine cinstită, în spatele cortinei asupra carierei lui Rivers și în general despre show-business”. Începând cu 10 septembrie 2010, Rivers a co-găzduit emisiunea E! Fashion Police, împreună cu Giuliana Rancic, Kelly Osbourne și George Kotsiopoulos, comentând stilul vestimentar al celebrităților. Show-ul a început drept emisiune de o jumătate de oră, dar datorită succesului acesta a fost extins la o oră pe 9 martie 2012. Episodul de pe 26 august 26 2014 despre a 66-a Ediție a Primetime Emmy Awards și MTV Movie Awards 2014 a fost ultima ei apariție televizată înainte de deces.

## Stil de comedie

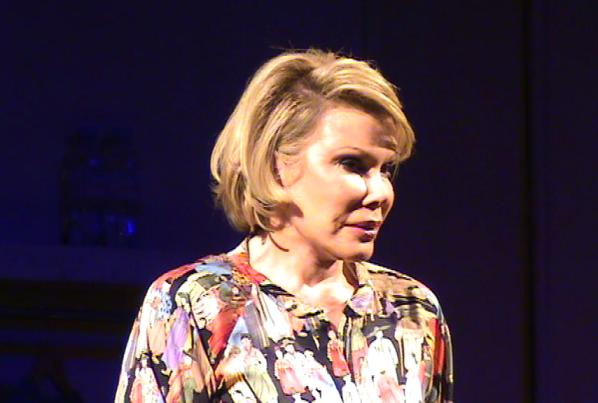
Rivers în show-ul ei din 2008 de la Edinburgh Festival Fringe

La începutul anului 1965, la sugestia comediantului Bill Cosby, Johnny Carson i-a oferit lui Rivers șansa de a apărea în show-ul lui. Cosby, care o cunoștea pe Rivers de la început, a descris-o ca fiind „o fată inteligentă, fără a fi ciudată, o ființă umană, nu o nebună”. Stând alături de Johnny după monolog, ea a afișat un stil de conversație intim, pe care el l-a apreciat și astfel ea a fost invitată încă de opt ori în același an. Revista Time i-a comparat umorul cu cel al lui Woody Allen, menționând „cum să fii nevrotic despre aproape orice”, dar remarcând faptul că „stilul și feminitatea o fac specială”. Rivers s-a comparat și ea însăși cu Allen, declarând: „El a fost un scriitor, ceea ce practic am fost și eu... și vorbesc despre lucruri care au afectat generația noastră despre care nimeni altcineva nu a vorbit”. Criticul New York Times Charles L. Mee a comparat-o și el cu Allen, explicând că „stilul ei este personal, un flux autobiografic de conștiință”.
Imaginea lui Rivers contrasta puternic cu cea a lui Carson pe scenă, iar acesta a fost unul din motivele pentru care Rivers a devenit co-gazdă, conform criticului Michael Pollan, care a comparat stilurile lor umoristice: acolo unde Carson este politicos, Rivers este nesuferită, unde el este calm, ea explodează, unde el este elegant, ea este urbană, etnică și bârfitoare. Carson ia interviuri ca și cum s-ar afla la club, iar Rivers la masa din bucătărie. În viața personală, caracterul nevrotic său intens se manifesta mai puțin, conform lui Ralph Moltrie, cu care a avut o relație amoroasă și cu care a lucrat la cărți. El a spus, „Ea nu are aere. Ei nu îi pasă de ceremonie. Femeia aceasta nu are absolut nici o pretenție. Ea îți va spune totul imediat. Joan nu e cool—e complet deschisă”. Conform biografului Victoria Price, umorul lui Rivers a fost notabil pentru că avea ca țintă și distrugea ceea ce era considerat acceptabil în comportamentul feminin. Prin bravura sa, a eliminat tabuuri vechi în umor, fapt ce a deschis drumul altor femei, inclusiv Roseanne Barr, Ellen DeGeneres și Rosie O'Donnell.

## Viață personală
În 2002, Rivers a spus în Montreal Mirror că era republicană. Pe ianuarie 28 2014, în timpul unei conversații între Rivers și Reza Farahan de la Shahs of Sunset, Melissa Rivers a intervenit pentru a clarifica faptul că ea și mama ei erau republicane „conservatoare din punct de vedere fiscal și liberale din punct de vedere social”.
Rivers a fost una din cei doar patru americani invitați la Căsătoria lui Charles, Prinț de Wales și Camilla Parker Bowles pe 9 aprilie 2005.

### Relații și familie
Prima căsătorie a lui Rivers a fost în 1955, cu James Sanger, fiul unui manager de bunuri ale Bond Clothing Stores. Căsătoria a durat șase luni și a fost anulată pe motiv că Sanger nu dorea copii și nu a informat-o pe Rivers înainte de căsătorie.

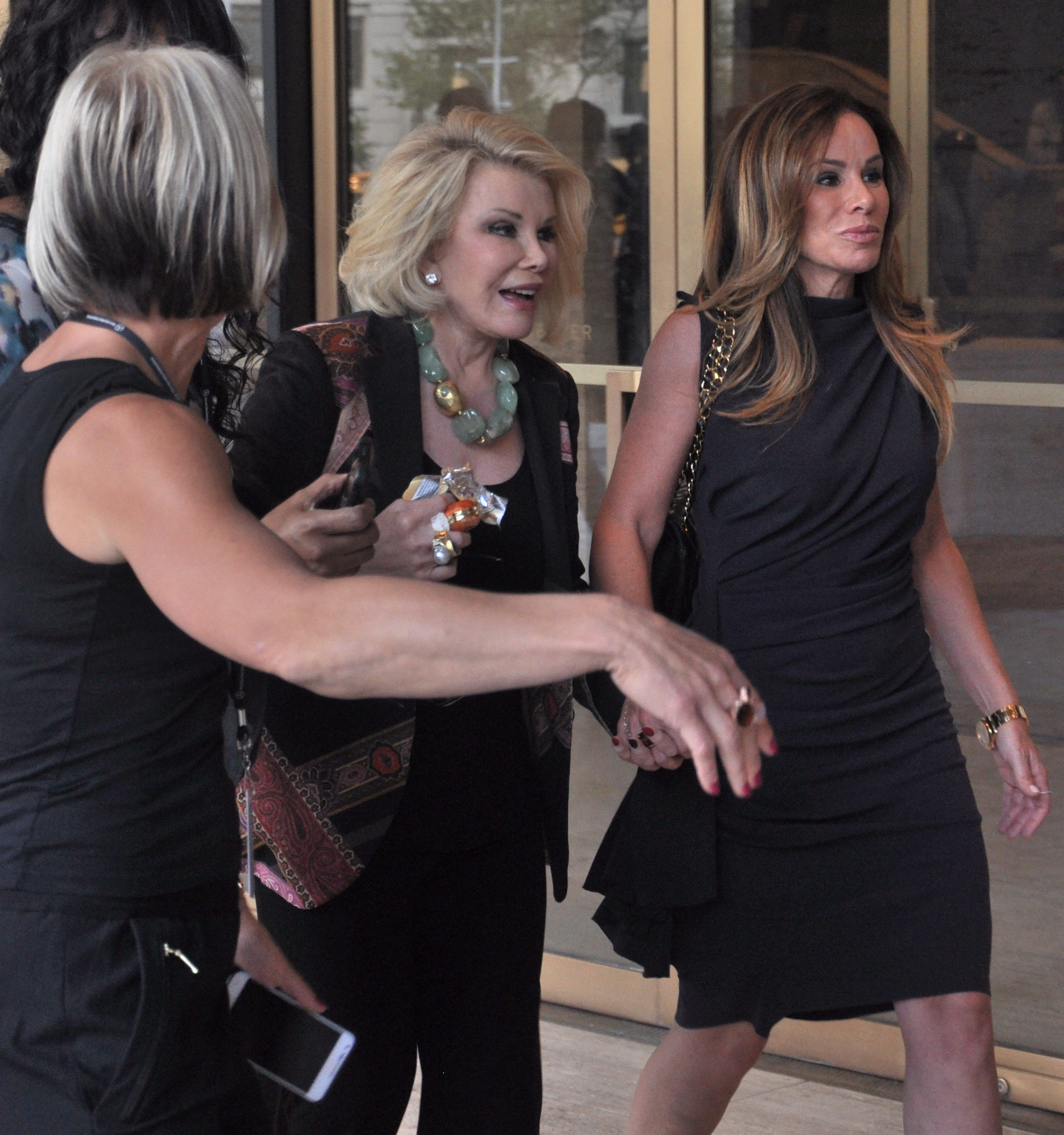
Rivers cu fiica ei, Melissa, în timpul New York Fashion Week 2012

Rivers s-a căsătorit cu Edgar Rosenberg pe 15 iulie 1965. Singurul lor copil, Melissa Rivers, s-a născut pe 20 ianuarie 1968. Joan Rivers a avut și un nepot, Cooper, născut Edgar Cooper Endicott în anul 2000. Împreună cu mama și bunica lui, Cooper a fost prezentat în serialul WE tv Joan & Melissa: Joan Knows Best?. Rivers a fost căsătorită cu Rosenberg până când acesta s-a sinucis în 1987, la patru zile după ce ea i-a cerut o separare. Ea va descrie mai târziu căsătoria cu Rosenberg ca un „fals total”, plângându-se cu amărăciune despre modul cum a fost tratată în timpul lor de 22 de ani de căsătorie. În 2012, într-un interviu cu Howard Stern, Rivers a spus că a avut mai multe relații extraconjugale după ce s-a căsătorit cu Rosenberg, inclusiv o aventură cu actorul Robert Mitchum în anii 1960 și o aventură cu actorul Gabriel Dell. În 1990, ea se afla într-o relație de opt ani cu Orin Lehman, comisar pentru New York State Office of Parks and Recreation, veteran cu handicap din al doilea Război Mondial și membru al familiei Lehman.
În cartea sa Bouncing Back, Râuri a descris cum a dezvoltat bulimia nervosa după sinuciderea lui Rosenberg din 1987 și decesul ulterior al psihologului și prietenului ei din cauza SIDA. În plus, relația cu fiica ei era tensionată în acea perioadă timp. Conform lui Rivers, acest amestec de evenimente au determinat-o să ia în calcul sinuciderea în casa din California. „Am luat arma, totul”, își amintea în 2008 într-un interviu. „Și [apoi] a venit câinele meu și s-a așezat în poala mea... și asta a fost un mare punct de cotitură în viața mea. Micul meu câine prost, un Yorkie, pe care l-am adorat, literalmente a venit și s-a așezat în poala mea. Și, la propriu, mi-a salvat viața. Cu adevărat mi-a salvat viața”. În cele din urmă, Rivers s-a recuperat cu sprijin psihologic și al familiei.

### Filantropie
Ca filantrop, Rivers a susținut multiple cauze, printre care activismul HIV/SIDA, iar în mai 1985 a apărut alături de Nichols and May la un eveniment caritabil Comic Relief pentru noua AIDS Medical Foundation din New York City, unde biletele la Shubert Theatre s-au vândut pentru suma de 500 de dolari. Ea a susținut și Elton John AIDS Foundation și God's Love We Deliver, care oferă mese pacienților cu HIV/SIDA în New York City. În 2008, ea a fost premiată de orașul San Diego, California, pentru ei activitatea sa filantropică în numele HIV/SIDA, iar comunitatea HIV/SIDA a numit-o „Joan d'Arc”.
În plus, ea a fost director onorific al American Foundation for Suicide Prevention. A sprijinit, de asemenea, Guide Dogs for the Blind, o organizație non-profit care oferă câini însoțitori persoanelor nevăzătoare. Ea a donat organizațiilor caritabile evreiești, eforturilor de bunăstare a animalelor și cauzelor de prevenire a sinuciderii. Printre alte organizații non-profit pe care le-a ajutat se numără Rosie's Theatre Kids, Habitat for Humanity, Human Rights Campaign și Boy Scouts of America.

### Proceduri cosmetice
Rivers a vorbit deschis despre multele operații estetice și a fost un pacient al chirurgului plastic Steven Hoefflin din 1983. Ea și-a subțiat nasul încă din facultate. Procedura următoare, un lifting la ochi, a fost realizată în anul 1965 (când avea în jur de 30 de ani) ca o încercare de a-și lungi cariera. Atunci când își promova cartea, Bărbații Sunt Proști...Și Le Plac Sânii Mari: Ghidul Femeii pentru Frumusețe Prin Chirurgie Plastică, descrisă de New York Times Magazine ca „un ghid detaliat și foarte serios pentru lifting la ochi, liposucții și alte forme de chirurgie plastică”, a declarat: „am avut atât de multă chirurgie plastică, încât atunci când voi muri îmi vor dona corpul companiei Tupperware”.

## Deces
Pe 28 august 2014, Rivers a dezvoltat complicații grave și respirația i s-a oprit în timpul unei proceduri minore programate la gât în ambulatoriul unei clinici din Yorkville, Manhattan. Resuscitată după o oră, Rivers a fost transferată la Spitalul Mount Sinai din New York și ulterior susținută artificial în viață. Ea a murit pe 4 septembrie, la acest spital, rămânând în coma indusă medical.
Medicul legist din New York a spus că Rivers a murit din cauza lipsei de oxigen la nivel cerebral.
După aproape două luni de investigații, oficialii federali au raportat pe 10 noiembrie că o serie de greșeli au fost făcute de clinică, atât înainte, cât și în timpul procedurii. Printre altele, se enumerate eșecul clinicii de a reacționa la deteriorarea semnelor vitale ale lui Rivers, inclusiv o scădere severă de tensiune, administrarea potențială a unei doze incorecte de anestezic, desfășurarea unei proceduri chirurgicale fără consimțământul ei și alte nereguli medico-clinice.
Pe 7 septembrie, după incinerarea lui Rivers la Garden State Crematory în North Bergen, New Jersey, a avut loc un serviciu funerar privat la Templul Emanu-El din Manhattan. La slujbă au fost prezenți un număr de aproximativ 1.500 de persoane. Lista invitaților a inclus mulți prieteni celebri de-ai lui Rivers și personalități, precum Howard Stern, Louis C.K., Whoopi Goldberg, Barbara Walters, Diane Sawyer, Joy Behar, Michael Kors, Matthew Broderick, Sarah Jessica Parker, Rosie O'Donnell, Kathy Griffin și Donald Trump. Spectacolul muzical i-a inclus pe Hugh Jackman cântând „Quiet Please, There's a Lady On Stage”, precum și pe New York City Gay Men's Chorus, care au interpretat melodii din spectacole vechi. Gazda Howard Stern, care a ținut discursul de elogiu, a descris-o pe Rivers drept „nerușinată în public [și] cu clasă în privat ... o scandalagioaică, pionieră pentru comici de peste tot, ... [care] au luptat cu stereotipurile conform cărora femeile nu pot fi amuzante”. Melissa, fiica sa, a citit o notă comică către mama ei ca parte din elogiu. O parte din cenușa lui Rivers a fost împrăștiată de fiica ei în Wyoming.
Pe 26 ianuarie 2015, Melissa Rivers a depus un proces de malpraxis împotriva clinicii și medicilor care au efectuat operația mamei sale. Procesul a fost închis prin plata unei sume nedezvăluite în mai 2016, iar medicii și-au asumat responsabilitatea pentru decesul lui Joan Rivers.

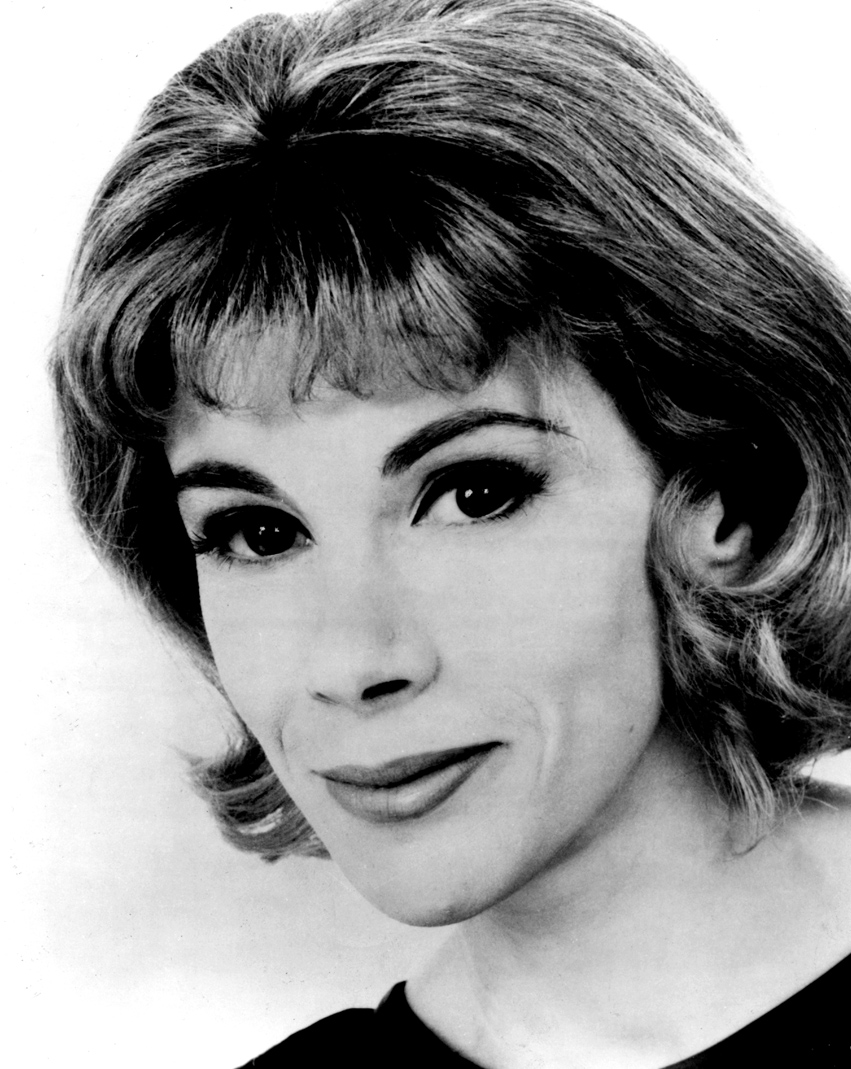
Rivers în 1967

## Influențe

### Influențe asupra lui Rivers
Joan Rivers a fost puternic influențată de Lenny Bruce. Ca femeie comic, Rivers s-a simțit îndatorată și foarte diferită de alte femei și comediante precum Phyllis Diller (prietenă apropiat), Fanny Brice, Totie Fields, Jean Carroll, Minnie Pearl, Jackie „Moms” Mabley, Imogene Coca și Gracie Allen. Glumele timpurii ale lui Rivers au fost influențate de vodevil, Borscht Belt și comedia proto-feministă de la începutul anilor 1900.
În anii 1960 și 1970, Rivers a fost într-un turneu de comedie cu Lenny Bruce, Woody Allen, Richard Pryor, George Carlin, Bill Cosby și Dick Cavett. Deși îi considera colegi și prieteni, ea nu s-a simțit niciodată inclusă din cauza practicilor sexiste din industrie.

### Comici influențați de Rivers
Comici contemporani care au declarat că Rivers a fost o influență asupra lor sunt: Kathy Griffin, Sarah Silverman, Whitney Cummings, Chris Hardwick, Joy Behar, Whoopi Goldberg, Billy Crystal, Jon Stewart, Louis C.K. și David Letterman. Este considerată un pionier al femeilor în comedie de către mulți critici și jurnaliști.